# Cinderelas, Lobos e um Príncipe Encantado
 (octobre 2012).
Pour plus de détails, voir Fiche technique et Distribution.
Cinderelas, Lobos e um Príncipe Encantado est un film documentaire brésilien réalisé en 2009.

## Synopsis
Chaque année, 900 000 personnes sont victimes du trafic humain avec un unique but : l’exploitation sexuelle. Pourtant, malgré la violence et les dangers, de jeunes Brésiliennes continuent à croire à la possibilité de changer de vie et de trouver leur prince charmant en se plongeant dans le tourisme sexuel. Seule une petite minorité réussit à trouver l’âme sœur et à se marier. Le film voyage du Nordeste brésilien jusqu’à Berlin, pour tenter de comprendre l’imaginaire sexuel, racial et de pouvoir de ces jeunes Cendrillons du sud et de ces loups venus du nord.

## Fiche technique
- Réalisation : Joel Zito Araújo
- Production : Casa de Criação
- Scénario : Joel Zito Araújo, José Carvalho
- Image : Alberto Bellezia
- Montage : Márcia Watzl
- Son : Toninho Muricy

## Récompenses
- Brasilia 2008